# The Clone Wars Legacy
The Clone Wars Legacy è un progetto multimediale che raccoglie, in varie forme, gli archi narrativi che non vennero mai prodotti o completati per la serie animata Star Wars: The Clone Wars a causa della cancellazione della stessa da parte della Lucasfilm, avvenuta nel marzo 2013 dopo la trasmissione della quinta stagione su Cartoon Network. Gli episodi programmati o in produzione al momento della cancellazione avrebbero dovuto far parte di una sesta, una settima e un'ottava stagione, ma solo venticinque di essi vennero successivamente ultimati, andando a comporre una sesta stagione di tredici episodi distribuita nel 2014 da Netflix e una settima e ultima stagione di dodici episodi pubblicata nel 2020 da Disney+.
Il progetto, pubblicato tra il 2014 e il 2015 e promosso all'evento Star Wars Celebration del 2015, è formalmente costituito da due archi narrativi di quattro episodi ciascuno in formato story reel, Crystal Crisis on Utapau e The Bad Batch, un fumetto, Darth Maul - Figlio di Dathomir, e un romanzo, L'apprendista del Lato Oscuro. La Lucasfilm pubblicò inoltre informazioni e bozzetti riguardanti altri episodi mai finiti sul sito web StarWars.com e in una serie di video su YouTube. Questi prodotti sono da considerarsi canonici.
Nel febbraio 2020, l'arco narrativo The Bad Batch è stato incluso, con animazione completa, nella settima e ultima stagione della serie, della quale costituisce i primi quattro episodi.

## Crystal Crisis on Utapau
Quattro story reel che compongono l'arco narrativo Crystal Crisis on Utapau vennero distribuiti sul sito web StarWars.com il 25 settembre 2014. In Italia, l'arco narrativo non è mai stato reso disponibile doppiato in italiano.
| n° | Titolo originale         | Pubblicazione USA |
| -- | ------------------------ | ----------------- |
| 1  | A Death on Utapau        | 25 settembre 2014 |
| 2  | In Search of the Crystal | 25 settembre 2014 |
| 3  | Crystal Crisis           | 25 settembre 2014 |
| 4  | The Big Bang             | 26 settembre 2014 |

### A Death on Utapau
- Diretto da: Steward Lee
- Scritto da: Daniel Arkin
- Incipit: «Un crimine deve essere nascosto da un altro»

#### Trama
In seguito all'assassinio della Maestra Jedi Tu-Anh, Obi-Wan Kenobi e il suo apprendista Anakin Skywalker viaggiano fino ad Utapau per indagare sulla sua misteriosa morte.
Note
- In questo episodio, Anakin e Obi-Wan hanno un abbigliamento nuovo, che si rifà a quello che indossano in Star Wars: Episodio III - La vendetta dei Sith.
- Depa Billaba sarebbe dovuta apparire originariamente nell'arco incompleto Crisis on Utapau. Nonostante ciò, venne pubblicato il suo concept art sul sito StarWars.com.

### In Search of the Crystal
- Diretto da: Bosco Ng
- Scritto da: Daniel Arkin
- Incipit: «Il viaggio è spesso più importante della destinazione»

#### Trama
Obi-Wan e Anakin, che continuano ad indagare su Utapau, si lasciano catturare da alcuni commercianti di armi che possiedono un cristallo dalla potenza incredibile.
Note
- Il supervisore della serie Dave Filoni ha mostrato in anteprima una breve clip dell'episodio alla Celebration VI ad agosto 2012. La clip raffigurava una scena di Anakin Skywalker e Obi-Wan Kenobi davanti ad un fuoco; l'animazione era incompleta, senza il dialogo.[14]
- Il cristallo Kyber che si vede in questo episodio, è lo stesso che verrà utilizzato sulla prima Morte Nera nel film Guerre stellari.
- In questo episodio viene menzionata l'ex Padawan Ahsoka Tano, in un discorso tra Anakin e Obi-Wan, che ha lasciato l'Ordine Jedi nella quinta stagione.[15]
- Mentre discutono dell'addio di Ahsoka all'Ordine dei Jedi, Anakin chiede a Obi-Wan come si sarebbe sentito se avesse preso una brutta decisione simile a quella di Ahsoka a cui Obi-Wan risponde che sarebbe stato molto deluso. Questo prefigura gli eventi del film Star Wars Episodio III: La vendetta dei Sith.[15]

### Crystal Crisis
- Diretto da: Brian Kalin O'Connell
- Scritto da: Daniel Arkin
- Incipit: «Il potere assoluto corrompe in modo assoluto»

#### Trama
Dopo aver recuperato il micidiale cristallo Kyber, Obi-Wan e Anakin devono fuggire da Utapau prima che il Generale Grievous e il suo esercito di droidi riescano a rintracciarli.
- Nota: Grievous, in questa sua prima apparizione nel progetto Legacy, ha un design grafico ispirato al film La vendetta dei Sith.

### The Big Bang
- Diretto da: Danny Keller
- Scritto da: Daniel Arkin
- Incipit: «Se non ci riesci la prima volta, distruggilo»

#### Trama
Obi-Wan e Anakin devono fare tutto il possibile per evitare che la potente arma cada nelle mani del Generale Grievous.

## The Bad Batch
Presentato per la prima volta il 17 aprile 2015 ad Anaheim, in California, all'interno della Star Wars Celebration, l'arco Bad Batch è stato distribuito sul sito StarWars.com il 29 aprile seguente. I titoli degli episodi erano The Bad Batch, A Distant Echo, On the Wings of Keeradaks e Unfinished Business.
Nel febbraio 2020, l'arco narrativo The Bad Batch è stato incluso, con animazione completa, nella settima e ultima stagione della serie, della quale costituisce i primi quattro episodi. I titoli originali degli episodi vennero mantenuti, ma alcuni dettagli presenti negli story reel vennero cambiati.

## Darth Maul - Figlio di Dathomir
Star Wars: Darth Maul - Figlio di Dathomir (Star Wars: Darth Maul: Son of Dathomir), è una serie a fumetti in quattro parti, pubblicata dalla Dark Horse Comics, e pubblicata nell'estate del 2014. La storia è un adattamento di uno degli archi finali programmati per la sesta stagione di Star Wars: The Clone Wars. L'arco avrebbe continuato la storia di Darth Maul, ma non venne mai prodotto a causa della cancellazione dello show, dopo la quinta stagione. Gli episodi del fumetto si intitolano The Enemy Of My Enemy, A Tale Of Two Apprentices, Proxy War e Showdown On Dathomir. Sul sito StarWars.com, venne pubblicato materiale inedito di Figlio di Dathomir, con bozzetti e disegni sull'arco narrativo mai realizzato. La storia di Maul viene ripresa nell'ultimo arco narrativo della settima e ultima stagione, che si colloca cronologicamente dopo l'arco Figlio di Dathomir.

## L'apprendista del Lato Oscuro
Star Wars: L'apprendista del Lato Oscuro (Star Wars: Dark Disciple) è un romanzo con protagonisti Asajj Ventress e Quinlan Vos, pubblicato il 7 luglio 2015. Scritto da Christie Golden, L'apprendista del Lato Oscuro si basa su uno script di un arco di otto episodi mai realizzati, e che avrebbe dovuto far parte delle stagioni sette e otto di The Clone Wars. Gli episodi dovevano essere intitolati Lethal Alliance, The Mission, Conspirators, Dark Disciple, Saving Vos Part I, Saving Vos Part II, Traitor, e The Path. Il romanzo è preceduto da una storia breve, intitolata Kindred Spirits. Sul sito StarWars.com vennero pubblicati bozzetti, e altro materiale inedito relativo all'arco narrativo incompiuto.